# Dipoenura
Dipoenura is een geslacht van spinnen uit de  familie van de Theridiidae (kogelspinnen).

## Soorten
- Dipoenura aplustra Zhu & Zhang, 1997
- Dipoenura cyclosoides (Simon, 1895)
- Dipoenura fimbriata Simon, 1909
- Dipoenura quadrifida Simon, 1909